# L'Apollon des roches noires
Pour plus de détails, voir Fiche technique et Distribution.
L'Apollon des roches noires est un film muet français réalisé par Léonce Perret et sorti en 1913.

## Fiche technique
- Réalisation : Léonce Perret
- Société de production : Société des Etablissements L. Gaumont
- Pays d'origine : France
- Format : Muet - Noir et blanc
- Date de sortie : France : janvier 1913

## Distribution
- Suzanne Grandais
- Léonce Perret